# انفجار ۲۰۲۲ سن هلیه
انفجار ۲۰۲۲ سن هلیه (به لاتین: 2022 St Helier explosion) در ۱۰ دسامبر ۲۰۲۲، بر اثر انفجار یک واحد آپارتمانی در سن هلیه، شهر جرزی که قبل از ساعت ۴ صبح (به وقت گرینویچِ لندن) رخ داد، قسمتی از آپارتمانی ویران شد و ۸ نفر کشته شدند. در ۲۵ دسامبر ، دهمین مورد مرگ رخ داد، زنی که در آپارتمان مجاور، پلاک ۳۵ خیابان اوت دو مونت در اثر انفجار مجروح شده بود، در بیمارستان درگذشت. همه قربانیان در دهه شصت و هفتاد زندگی خود بودند.

## زمینه
این انفجار در یک آپارتمان سه طبقه در جاده اسکله، که در ساحل شرقی بندر سن هلیه در ضلع جنوبی شهر قرار دارد، رخ داد. این واحد آپارتمانی در یک بلوک مسکونی جمعی معروف به هات د مانت (به معنای بالای کوه) قرار داشت و متعلق به شرکت مسکن دولتی جرزی اندیوم هومز بود.
این حادثه کمتر از ۴۸ساعت پس از مرگ و میر دیگری در جرزی رخ داد که یک کشتی باری با یک کرجی ماهیگیری محلی در سواحل غربی جزیره برخورد کرد و سه نفر جان باختند.